# 王任叔墓
王任叔墓是浙江省宁波市奉化区境内一处墓地，是中国现代作家王任叔（巴人）的陵墓。陵墓位于大堰镇大堰村北面瓦屋山脚，王任叔1972年去世后葬于此。墓地坐北朝南，墓碑“王任叔巴人同志之墓”由胡愈之题写，2005年成为第五批浙江省文物保护单位。